# SICMA
Rocvale, Rocket en Rocking zijn Franse historische merken van bromfietsen van dezelfde fabrikant. 
De bedrijfsnaam was: SICMA, 3e Avenue no. 12, Vitrolles

## Voorgeschiedenis
Italiaanse bromfietsen hadden in de jaren zestig veelal een sportieve vormgeving, die in het noordelijk deel van Europa niet populair was, maar in de Latijnse landen veel aftrek vond. In het noorden van Frankrijk werden meer robuuste bromfietsen verkocht, maar in het zuiden waren de Italiaanse bromfietsen populair. Malaguti gebruikte inbouwmotortjes van Franco Morini, maar veel andere merken gebruikten Minarelli-motoren. Er ontstond een wedloop om het aantal versnellingen. De veelal jeugdige klanten wilden zoveel mogelijk versnellingen en de Italianen voldeden daaraan: van de gebruikelijke drieversnellingsmotortjes verschenen al snel vier- en vijfversnellings versies. Daar stopte Franco Morini: men vond het onzin om een bromfiets met een topsnelheid van 45 km/h van zes versnellingen te voorzien. Minarelli bracht echter de P6-motor met zes versnellingen uit. De Franse Malaguti-importeur SICMA, gevestigd in Marseille, drong er bij Malaguti op aan ook een zesversnellingsmotor uit te brengen, desnoods met een Minarelli-motor, maar toen dat niet gebeurde besloot men zelf een fabriekje op te zetten in Vitrolles.

## Rocvale
In 1972 begon de productie aan de 3e Avenue in Vitrolles en ontstond het nieuwe merk "Rocvale". De bromfietsen die daar gebouwd werden werden feitelijk alleen geassembleerd, want SICMA produceerde niets zelf. De frames kwamen van Verlicchi en de motorblokjes werden gewoon bij Minarelli ingekocht. De bromfietsen hadden een dubbel wiegframe en waren er grofweg in twee modellen: zeer sportieve eenzitters met een lange, platte tank en een clip-on-stuur en toermodellen met een bolle tank en een hoger stuur. De sportmodellen kregen de naam "Meteor" en de toevoeging "6V" om het aantal versnellingen (vitesses) aan te duiden, maar er was ook een mogelijkheid om de machine met een goedkopere vierversnellingsbak te kopen. De toeristische Minerve 3 RS had drie versnellingen, net als de iets luxere Pegase 3 RS T. Voor de liefhebbers van de indertijd populaire offroad-modellen was er de Triton 3RC met drie versnellingen, maar ook de luxere Orion en Saturne met vier versnellingen. Al snel werd dit modellenaanbod flink uitgebreid. Er kwam een vernieuwde Meteor X met een polyester tank en een goedkopere, drieversnellings sportbromfiets met de naam Pegase Sport met het blokje van de Minerve. Vanaf 1975 leverde Minarelli nieuwe motorblokjes, de Minarelli P6 Compact Système met moderne, hoekige cilinder en cilinderkop. De modelnamen "Minerve" en "Pegase" verdwenen, maar de Meteor X werd veel moderner met een volledig polyester tank/zitgedeelte en een schijfrem in het voorwiel. Die bromfiets kon als Meteor XS zelfs met een dolfijnkuip worden gekocht. De offroad Saturne bleef in het programma, maar er werd een veel serieuzer enduromodel toegevoegd: de Jupiter. In 1978 werden de modellen weer vernieuwd, maar de aandacht ging nu meer naar de terreinmodellen, die enorm populair begonnen te worden. Er kwam ook een nieuw model, de Trial. 

## Rocket en Rocking
In 1975 bracht SICMA minibromfietsjes uit, die nogal op de Honda Dax leken. Zij kregen een andere merknaam: "Rocket" en werden ook als damesmodel onder de naam "Rocking" geleverd. Zij hadden een Franco Morini-tweetaktmotor. De basismodellen met een brugframe werden als "Rocket RT" verkocht, maar de duurdere Rocket X-en RX-serie had een dubbel wiegframe en kon met een aantal Minarelli-blokjes worden geleverd, variërend van drie- tot zes versnellingen. De Rocket SS kreeg 16 inch wielen, in plaats van de kleine 10 inch wieltjes van de andere modellen. Deze motorfiets leek dan ook weer veel op de Honda SS 50.

## Einde van de productie
Aan het einde van de jaren zeventig werd ook de populariteit van automatische bromfietsen groter. Die werden in Frankrijk vooral geproduceerd door Motobécane en Peugeot en de Franse overheid besloot deze beide merken te gaan ondersteunen. Sterker nog: in het voorjaar van 1980 werd de verkoop van bromfietsen met versnellingen in Frankrijk verboden en merken als Rocvale en Otus werden weggevaagd, ondanks pogingen om sportbromfietsen met een automaat uit te brengen. SICMA kon nog tot 1982 blijven bestaan dankzij de productie van de Rocket en Rocking-bromfietsjes met automaat, maar moest toen de productie beëindigen. 